# 洲之内徹
洲之内 徹（すのうち とおる、1913年1月17日 - 1987年10月28日）は、日本の美術エッセイスト、小説家、画廊主・画商。美術エッセイ「気まぐれ美術館」の筆者として名高い。愛媛県出身。

## 来歴
松山生まれ。松山中学（現愛媛県立松山東高等学校）を経て、1930年に東京美術学校建築科に入学。在学中にプロレタリア運動に参加、1932年に検挙され、学校は退校処分となって帰郷した。そして松山でも運動をつづけ、1933年、徴兵検査後に検挙・収監されたが、後に「転向」して釈放された。その後1938年に軍の宣撫班員となって中国大陸へ渡り、対共工作と情報収集に携わった。そして終戦を迎え、1946年春に帰国した。
戦後、郷里松山に引き揚げて古本屋を開業。その傍ら小説を書き始め、「鳶」「雪」で横光利一賞候補に2回選ばれた。
1952年に中国時代の友人田村泰次郎の勧めで上京。妻と3人の息子を抱えつつ無収入で小説を執筆し、一家離散を経験。この頃、初代『愛媛県民の歌』（1973年廃止）の審査委員を務めたが、該当作が無かったため県の依頼で作詞を行った。
上京後は田村の紹介で『群像』誌に小説「棗の木の下」を発表し、この作品と「砂」で芥川賞候補になること2回。田村が1959年に開いた「現代画廊」に入社し、1961年に田村が手を引いた後は同画廊の経営を引き継いだ。その間、松山の同人誌『文脈』に発表した「終りの夏」が、1962年に3度目の芥川賞候補となるも、やはり受賞を逸した。
その一方で、洲之内は1962年末から1964年春にかけて「愛媛新聞」の美術欄に後の「気まぐれ美術館」の先駆となる美術エッセイを連載した。その後も雑誌や新聞、自分の画廊の展覧会図録などに文章を書き、1973年には書き下ろしの美術エッセイ集「絵の中の散歩」を新潮社から刊行した。1974年1月号からは「芸術新潮」に美術エッセイ「気まぐれ美術館」の連載を始めた。この「私小説的美術評論」の連載はしごく好評で、文芸評論家小林秀雄から「いま一番の批評家は洲之内徹だね」と激賞され、青山二郎は「『芸術新潮』では、洲之内しか読まない」と公言し、白洲正子に洲之内のエッセイを読むよう勧めた。「気まぐれ美術館」は休載なく足掛け14年、165回続いたが、1987年10月に洲之内が倒れ、意識不明のまま月末に亡くなったため、突然の終わりを告げた。

## 現代画廊
「現代画廊」は最初は作家で美術マニアであった田村泰次郎が1959年に西銀座に開いた画廊であった。田村が画廊を開いた目的は国内外の抽象絵画の紹介であったが、それは画廊を手伝うために入社した洲之内の嗜好とは必ずしも一致しなかった。ほどなく1961年に経営不振で田村が手を引くと、洲之内が店の名を引き継ぎ、同じビルの3階へ移って、「萬鉄五郎展」で新装開店した。
やがて1968年に画廊は銀座6丁目の松坂屋の裏手にある古いビルの3階に引っ越し、本人が「銀座で一番ちっぽけな画廊」と自負する、いわゆる「洲之内徹の現在画廊」の時代が始まった。このビルは関東大震災直後に建てられた堅牢な建物で、その由緒ある年代物のエレベーターは「扉の開閉ひとつにもコツが必要で」「訪れる人にしばしば敬遠」されたという。この場所で洲之内は最初にかねて想を温めていた「靉光画稿展」を開き、その後もさまざまな異色の展覧会を企画・開催して、倒れる1987年までの約20年間にその数は260回を超えた。またここには多くの個性あふれる人々が往来した。
画廊主としての洲之内は自分が「佳い」と思った多くの無名画家に個展の場を提供し、またしばしば物故した画家の遺作展を開いた。遺作展の準備には中古のライトバンを自身で運転して現地に赴き、関係者と折衝し、その作品の所在を確かめて出品を依頼するなどの作業を精力的にこなした。こうして洲之内は佐藤哲三を始めとする多くの画家を発掘、紹介し、またその経緯をこと細かく「気まぐれ美術館」に書いてエッセイの人気を高めた。 また洲之内はしばしば地方の画廊と連携して「現代画廊」で開いた展覧会を地方に巡回させ、売り上げ増加を図ったが、その作品の移動にも経費節約のため自分の車を使った。「売れない画家ばかり扱っていた「現代画廊」の経営は大変だったようである」が、「洲之内には不思議な商才があって、なんとか辻褄を合わせて」いた。また美術評論家の土方定一を尊敬していた。

## 洲之内コレクション
洲之内は画商ではあったが、本当に気に入ったものが手に入ると手元に残し、客には売らなかったので、時には客との間で「これを売ってくれ」「いや駄目だ、これだけは」との押し問答が繰り広げられ、客をして「とにかく、コレクターと画商の二重人格というものは、もう迷惑千万」と呆れさせた。結果として手元には洲之内の美意識を反映し、時代を証言する貴重な作品が残った。洲之内の没後、これらの愛蔵の絵画・彫刻146点は一括して宮城県美術館に収められ、「洲之内コレクション」となった。館内には「洲之内コレクション」のコーナーが設けられて常時20点ほどが展示され（展示替えあり）、全作品を展示する「洲之内コレクション」展も複数回開かれている。

## 著書
- 『絵のなかの散歩』新潮社、1973年
- 『気まぐれ美術館』新潮社、1978年
- 『帰りたい風景 気まぐれ美術館』新潮社、1980年
- 『セザンヌの塗り残し 気まぐれ美術館』新潮社、1983年
- 『人魚を見た人 気まぐれ美術館』新潮社、1985年
- 『さらば気まぐれ美術館』新潮社、1988年
※函入り6巻組で復刊（新潮社、2007年10月）
  - 『気まぐれ美術館』、『絵のなかの散歩』、『帰りたい風景』は、新潮文庫（1996～99年）再刊

- 『洲之内徹ベスト・エッセイ 1・2』椹木野衣編、ちくま文庫、2024年5月-8月刊
- 『芸術随想 おいてけぼり』世界文化社、2004年
- 『芸術随想 しゃれのめす』世界文化社、2005年
- 『洲之内徹が盗んでも自分のものにしたかった絵』求龍堂、2008年 - 画文集
- 『洲之内徹文学集成』月曜社、2008年 - 下記大半を収録。
  - 『洲之内徹小説全集（1） 流氓』東京白川書院、1983年
  - 『洲之内徹小説全集（2） ある受賞作家』東京白川書院、1983年
  - 『棗の木の下』現代書房、1966年

### 評伝・回想
- 大原富枝 『彼もまた神の愛でし子か 洲之内徹の生涯』講談社、1989年／ウェッジ文庫 2008年
- 深谷考 『洲之内徹という男』 青弓社、1998年
- 『洲之内徹の風景』 「回想の現代画廊」刊行会編、春秋社、1996年